# Abad Oliva
Abad Oliva (en catalán: Oliba) (971-San Miguel de Cuixá, 30 de octubre de 1046) fue un abad benedictino de la Orden de San Benito, Obispo y Conde de Berga y Ripoll.
No se le debe confundir con su homónimo el monje Oliba, unos años posterior y escritor sobre materias científicas en el mismo monasterio de Ripoll.

## Biografía
Fue un monje benedictino catalán, considerado el padre espiritual de la Cataluña naciente. Fue el tercer hijo del conde Oliba Cabreta de Cerdaña y Besalú y de su mujer Ermengarda D' Ibar y, por tanto, bisnieto del conde Wifredo el Velloso. Sus hermanos mayores fueron Bernardo Tallaferro de Besalú, Wifredo II de Cerdaña y Adelaida Cadell. Además su hermano pequeño, Berenguer, llegaría a ser obispo de Elna. 
Nació hacia el año 971 y murió en 1046 en la Abadía de San Miguel de Cuixá. Siendo Conde de Berga y Ripoll, renunció a sus derechos para hacerse monje en el monasterio benedictino de Ripoll, del que llegó a ser abad.
Posteriormente fue consagrado obispo de Vic y también abad del monasterio de Cuixá.  Gran amigo de Sancho III de Navarra, favoreció los contactos culturales con Europa. Como escritor, se le deben un importante epistolario y varios poemas encomiásticos en latín: una alabanza de Ripoll, De comitibus, el saludo Ad Gaucilinum, abad de Fleury, etc. Impulsó desde el scriptorium del gran monasterio de Ripoll la cultura de su tiempo, de forma que aquel alcanzó fama de ser el centro primordial de traducción al latín de los importantísimos manuscritos árabes, así como del griego o latín. Gracias a esta actividad, y la de otros muchos monasterios, se abonó el terreno intelectual de la Edad Media para facilitar la generación del Renacimiento. Del mismo modo, Oliba promovió la creación de una gran escuela de poesía en latín de sesgo goliardesco y de autores en su mayoría anónimos, salvo Juan de Fleury. 
Patrocinó la fundación o reforma de los monasterios de Montserrat (1025), San Miguel de Fluviá y San Martín del Canigó, y consagró numerosas iglesias. Creó las asambleas de Paz y Tregua, germen de las futuras Cortes catalanas, a las que asistían nobles y prelados del principado. También estableció en Ripoll una de las bibliotecas más grandes de su época, reuniendo a un grupo de ilustres letrados que transcribieron un número importante de códices.
Diversas instituciones catalanas, sobre todo educativas, han tomado el nombre de este gran intelectual en su homenaje, entre las que destaca la Universidad Abad Oliva CEU.
| Predecesor: Oliba Cabreta | Conde de Berga 988-1035 | Sucesor: Wifredo I |